# Campionatul de Fotbal al României 1911-1912
Sezonul 1911-1912 al Cupei Alexandru Bellio a fost cea de-a treia ediție a Campionatului de Fotbal al României. A început în septembrie 1911 și s-a terminat în februarie 1912. United Ploiești a câștigat cupa pentru prima oară și a adus primul titlu de campioană la Ploiești.
.

## Cupa Alexandru Bellio
Competiția s-a intitulat Cupa Alexandru Bellio, după numele președintelui clubului Olimpia București care a donat trofeul. Au participat aceleași trei cluburi: Colentina și Olimpia din București, și United din Ploiești. De această dată s-au disputat toate cele șase meciuri programate
La meciul decisiv pentru trofeu, între United și Olimpia, bucureștenii au jucat în nouă, ceilalți doi titulari fiind elevi și nefiind lăsați de părinți să facă deplasarea la Ploiești.

### Rezultate
| 9 septembrie 1911 | United Ploiești | 4 – 3 | Colentina | La Șosea, Ploiești Spectatori: 600 Arbitru: Spears |
| 9 septembrie 1911 |                 |       |           | La Șosea, Ploiești Spectatori: 600 Arbitru: Spears |

| 25 septembrie 1911 | Colentina | 2 – 4 | Olympia | Colentina, București Arbitru: Spears |
| 25 septembrie 1911 |           |       |         | Colentina, București Arbitru: Spears |

| 6 noiembrie 1911 | Olympia | 1 – 2 | United Ploiești | Olimpia, București Arbitru: Spears |
| 6 noiembrie 1911 |         |       |                 | Olimpia, București Arbitru: Spears |

| 6 noiembrie 1911 | United Ploiești | 6 – 2 | Olympia | La Sosea, Ploiești Arbitru: Matthews (Colentina AC) |
| 6 noiembrie 1911 |                 |       |         | La Sosea, Ploiești Arbitru: Matthews (Colentina AC) |

| 19 februarie 1912 | Colentina | 2 – 2 | United Ploiești | București Arbitru: Brazier (United) |
| 19 februarie 1912 |           |       |                 | București Arbitru: Brazier (United) |

| 26 februarie 1912 | Olympia | 3 – 3 | Colentina | Olimpia, București |
| 26 februarie 1912 |         |       |           | Olimpia, București |

## Clasament
| Loc | Echipă              | Pct. | MJ | V | E | Î | GM | GP | GA    | Note               |
| --- | ------------------- | ---- | -- | - | - | - | -- | -- | ----- | ------------------ |
| 1.  | United Ploiești (C) | 7    | 4  | 3 | 1 | 0 | 14 | 8  | 1,750 | Campioana României |
| 2.  | Colentina           | 3    | 4  | 1 | 1 | 2 | 11 | 12 | 0,917 |                    |
| 3.  | Olympia             | 2    | 4  | 1 | 0 | 3 | 9  | 14 | 0,643 |                    |

| Câștigătorii Cupei Alexandru Bellio ediția 1911/1912 |
| ---------------------------------------------------- |
| United Ploiești Primul Titlu                         |

## Trofeul Hans Herzog
Trofeul Hans Herzog s-a disputat în toamna anului 1912. Pentru prima dată participă si Bukarester Fussball Klub.
| Loc | Echipă              | Pct. | MJ | V | E | Î | GM | GP | GA    | Note                    |
| --- | ------------------- | ---- | -- | - | - | - | -- | -- | ----- | ----------------------- |
| 1.  | United Ploiești (C) | 11   | 6  | 5 | 1 | 0 | 39 | 9  | 4,333 | Câștigătoarea trofeului |
| 2.  | Colentina           | 7    | 6  | 3 | 1 | 2 | 24 | 23 | 1,043 |                         |
| 3.  | Olympia             | 5    | 6  | 1 | 3 | 2 | 15 | 20 | 0,750 |                         |
| 4.  | Bukarester FC       | 1    | 6  | 0 | 1 | 5 | 6  | 28 | 0,214 |                         |